# 戴恩寺
戴恩寺，俗称“罕庙”，是位于内蒙古自治区赤峰市阿鲁科尔沁旗罕苏木苏木的一座藏传佛教格鲁派寺院，现属奥勒吉尔嘎查管辖。

## 历史
戴恩寺附近曾有一座小庙，是北元末代皇帝林丹汗定都查干浩特时的黄帝庙。1634年，林丹汗败走，查干浩特皇城遭到焚毁，皇帝庙及喇嘛幸存下来。
戴恩寺建于清朝康熙十三年（1674年）。据民间传说，康熙帝曾两次到此。传说，康熙十三年（1674年），康熙帝微服私访至此，遇到第一世西活佛，乃动用国帑，为其建造了一座大寺。后来，康熙帝亲赐“钦定戴恩寺”匾额。1697年，康熙帝再次来到阿鲁科尔沁旗巡视，在戴恩寺暂居。
自该寺建成，直到1947年牧区民主改革，戴恩寺曾有三个活佛系统，即西活佛、查干活佛、杨松活佛。这种一庙三佛的现象在整个蒙古地区十分罕见。西活佛为该寺的正统活佛，共转世五次。后来，查干活佛在阿鲁科尔沁旗转世，被迎请至该寺坐床。此后，为给其教授经文，特请青海塔尔寺第二席喇嘛——第二世杨松活佛入住戴恩寺。由此，在阿鲁科尔沁旗21座寺庙中，戴恩寺处于领导地位。
1930年，九世班禅来到戴恩寺传经。当时该寺有喇嘛500多人。1947年，在牧区民主改革运动中，戴恩寺的喇嘛被遣散，各殿被苏木及其直属机关占用，建筑一度受到损毁。文化大革命中，戴恩寺遭到毁灭性破坏。改革开放之后，该寺逐步修复。2006年被内蒙古自治区人民政府公布为内蒙古自治区第四批文物保护单位。 

## 建筑
戴恩寺现有一座寺院、两座宫殿，均为改革开放后集资维修、重建的。戴恩寺由南向北渐高，为三进院。中轴线上为主体建筑，对称排列。天王殿风格古朴，基本保存了原貌。天王殿后面为大经堂，大经堂的建筑风格为汉藏结合式。大经堂后面为大雄宝殿。在大庙后院，后来又兴建了承德普宁寺首席喇嘛、原罕庙哈玛尔沙毕楞的活佛宫及蒙古包行宫。 2004年，铸造了一口大钟。该寺2000年代末的住持喇嘛牧人又修了一座长寿宝塔。如今，该寺的主体建筑已经基本恢复原貌。